# Prosoplus assimilis
Prosoplus assimilis är en skalbaggsart som först beskrevs av Xavier Montrouzier 1855.  Prosoplus assimilis ingår i släktet Prosoplus och familjen långhorningar. Inga underarter finns listade i Catalogue of Life.